# Davide Astori
Davide Astori (San Giovanni Bianco, 7 de gener de 1987 - Udine, 4 de març de 2018) fou un futbolista italià. Jugava de defensa i el seu últim equip va ser l'ACF Fiorentina de la Sèrie A d'Itàlia, on era capità. Va morir a només 31 anys, a causa d'una bradiarrítimia.
Astori va néixer a la província de Bèrgam, on va començar a jugar amb l'equip local Pontisola, abans d'entrar a l'AC Milan el 2001. Va passar-se cinc anys a les joventuts del Milan i va ser cedit dos cops als clubs Pizzighettone i US Cremonese de la lliga Serie C1 durant les temporades 2006-07 i 2007-08, respectivament.

## Estadístiques

### Club
| Club                   | Temporada     | Lliga   | Lliga | Copa    | Copa | Europa  | Europa | Altres  | Altres | Total   | Total |
| Club                   | Temporada     | Partits | Gols  | Partits | Gols | Partits | Gols   | Partits | Gols   | Partits | Gols  |
| ---------------------- | ------------- | ------- | ----- | ------- | ---- | ------- | ------ | ------- | ------ | ------- | ----- |
| Pizzighettone (cedit)  | 2006–07       | 25      | 1     | 0       | 0    | —       | —      | 2       | 0      | 27      | 1     |
| US Cremonese (cedit)   | 2007–08       | 31      | 0     | 0       | 0    | —       | —      | 2       | 0      | 33      | 0     |
| Cagliari Calcio        | 2008–09       | 10      | 0     | 0       | 0    | —       | —      | —       | —      | 10      | 0     |
| Cagliari Calcio        | 2009–10       | 34      | 2     | 1       | 0    | —       | —      | —       | —      | 35      | 2     |
| Cagliari Calcio        | 2010–11       | 36      | 0     | 0       | 0    | —       | —      | —       | —      | 36      | 0     |
| Cagliari Calcio        | 2011–12       | 28      | 1     | 1       | 0    | —       | —      | —       | —      | 29      | 1     |
| Cagliari Calcio        | 2012–13       | 32      | 0     | 1       | 0    | —       | —      | —       | —      | 33      | 0     |
| Cagliari Calcio        | 2013–14       | 34      | 0     | 1       | 0    | —       | —      | —       | —      | 35      | 0     |
| Cagliari Calcio        | Total         | 174     | 3     | 4       | 0    | —       | —      | —       | —      | 178     | 3     |
| AS Roma (cedit)        | 2014–15       | 24      | 1     | 2       | 0    | 4       | 0      | —       | —      | 30      | 1     |
| ACF Fiorentina (cedit) | 2015–16       | 33      | 0     | 1       | 0    | 8       | 0      | —       | —      | 42      | 0     |
| ACF Fiorentina         | 2016–17       | 33      | 2     | 1       | 0    | 6       | 0      | —       | —      | 40      | 2     |
| ACF Fiorentina         | 2017–18       | 25      | 1     | 2       | 0    | —       | —      | —       | —      | 27      | 1     |
| ACF Fiorentina         | Total         | 91      | 3     | 4       | 0    | 14      | 0      | —       | —      | 109     | 3     |
| Total carrera          | Total carrera | 345     | 8     | 10      | 0    | 18      | 0      | 4       | 0      | 377     | 8     |